# Kryptomnezja
Kryptomnezja (od gr. kryptós „ukryty”, mnēmē „pamięć”) – częsty sposób przypominania sobie głęboko ukrytych lub zapomnianych przeżyć inaczej niedostępnych. Pamięć bez identyfikacji pamiętanych treści jako wcześniej poznanych, np. przyjmowanie za własne cudzych myśli zasłyszanych dawniej (niekiedy mówi się o podświadomym plagiacie).